# Les Sept Péchés capitaux (film, 1900)
Pour plus de détails, voir Fiche technique et Distribution.
Les Sept Péchés capitaux est un film de Georges Méliès sorti en 1900 au début du cinéma muet. Actuellement, le film est considéré comme perdu, aucune bande connue n'ayant survécu aux années.

## Fiche technique
- Titre : Les Sept Péchés capitaux
- Réalisation : Georges Méliès
- Société de production : Star Film
- Pays :  France
- Genre : Fantastique
- Date de sortie : 1900